# Kir Royal (Fernsehserie)
Kir Royal (Aus dem Leben eines Klatschreporters) ist eine sechsteilige Fernsehserie von Helmut Dietl aus dem Jahr 1986. Dabei handelt es sich um eine Persiflage auf die Münchner Abendzeitung, ihren Klatschreporter Michael Graeter und die Herausgeberin Anneliese Friedmann. Die Serie über den Boulevard-Reporter Baby Schimmerlos spielt in der Münchner Schickeria der 1980er Jahre. Die Serie ist nach dem damals beliebten Aperitif Kir Royal benannt.

## Episoden

### 1. Wer reinkommt, ist drin
Baby Schimmerlos, Klatschreporter und Kolumnist der Münchner Allgemeinen Tageszeitung, pflegt einen aufwendigen Lebensstil: Allein für seine 150-Quadratmeterwohnung in bester Lage zahlt er gut 3000 DM warm, dazu 450 Mark für die Putzfrau und 700 Mark Telefonkosten. Hinzu kommen monatlich 1200 Mark für Benzin und Versicherung seines Porsche Carreras und noch mal 2000 bis 3000 Mark je Monat für elegante Kleidung, Kosmetik, Versicherungen und Lebensmittel. Außerdem teure Restaurantbesuche mit Promis und Informanten. Bei letzteren fallen binnen zwei Wochen schon mal Kosten in Höhe von 7000 Mark an. Kein Wunder, dass ihn Geldsorgen plagen und Lebensgefährtin Mona drängt, endlich die Spesenabrechnung beim Verlag einzureichen. Doch Baby steht der Kopf momentan woanders: Er schreibt gerade eine Serie über die Münchner Restaurants, in denen die Schickeria verkehrt. Mona sieht das praktischer: Der Handwerksmeister, der den Marmorboden der Wohnung erneuern soll, würde statt der dafür veranschlagten 12.000 Mark einen deutlich günstigeren Preis machen, wenn er in der Schimmerlos-Kolumne vorkäme. Baby lehnt empört ab. Kaum in der Redaktion angelangt, geht es mit der versuchten Vorteilsnahme gerade so weiter. Fotograf Herbie möchte seine 18-jährige, noch „unentdeckte“ Gespielin Lisa, Sekretärin Edda ihren Zahnarzt in der Kolumne unterbringen. Baby spricht ein Machtwort – er will seine Unabhängigkeit bewahren.
Am Abend versucht der schwerreiche, aber von seinem Leben angeödete Kleberfabrikant Heinrich Haffenloher vergeblich, Baby Schimmerlos zu finden. Haffenloher ist auf Publicity aus und will mit allen Mitteln erreichen, dass eine Story über ihn in der Zeitung platziert wird. Auf Empfehlung des Hotelportiers landet Haffenloher im Edelrestaurant Villa Medici, wo Baby gelegentlich verkehrt. Dieser besucht aber gerade das Restaurant Champs Elysées. Der Betreiber ist besorgt, schlecht wegzukommen, weil in seinem Laden nichts los ist. Als Baby erschienen ist, lässt er „die üblichen Schnorrer“ zusammentelefonieren, um etwas Stimmung in die Bude zu bekommen. Was dann auch gelingt. Nur Mona ist genervt von der inszenierten Fröhlichkeit, der allgemeinen Anbiederung an Baby und auch der kulinarischen Ideenlosigkeit – das gleiche Nouvelle-Cuisine-Menu hatten sie bereits am Vortag im Restaurant Villa Medici serviert bekommen. Haffenloher findet das Champs Elysées durch Zufall doch noch – sieht, dass dort auf den Tischen getanzt wird, und will mitmachen; man lässt ihn aber nicht rein. Frustriert telefoniert er mit der Chefin von Schimmerlos, der Verlegerin von Unruh, und bietet an, teure Anzeigen zu schalten, wenn er in die Klatschkolumne kommt. Von Unruh will daraufhin Schimmerlos die Spesen nur erstatten, wenn er über Haffenloher schreibt. Widerwillig trifft der Journalist Haffenloher daraufhin in dessen Hotel. Von Schmeicheleien, Drohungen und Bestechungsversuchen („ich scheiß dich zu mit meinem Geld“) zermürbt lenkt Schimmerlos schließlich ein. Im Champs Elysées wird der vorherige Abend für die Fotokamera von Herbie noch einmal neu inszeniert; zu den bereits am Vortag Anwesenden stoßen der Handwerksmeister, der Zahnarzt und Haffenloher. Am Ende bekommen alle, was sie wollen. Mona ihren Fußboden, Frau von Unruh ihre Anzeigen, die Möchtegerns und der Restaurantbetreiber Publicity. Nur Schimmerlos, der gegen seine Überzeugung gehandelt hat, sitzt resigniert vor dem Lokal, rauchend und trinkend, während die Musik des Cancan aus der Operette Orpheus in der Unterwelt aus dem Restaurant dringt.
- Haffenloher – Mario Adorf
- Püppi – Harald Leipnitz
- Paula – Peter Kern
- Taxifahrer – Walter Kraus
- Sedlacek – Rudolf Wessely
- Oberkellner – Edgar Selge
- Lisa – Corinna Drews
- Dr. Carl Friedmann – Martin Wimbush
- Barkeeper Wolfi – Heinz Werner Kraehkamp

### 2. Muttertag
Babys verwitwete Mutter ist herzkrank und lebt in einem bescheidenen Haus in der Einflugschneise des Flughafens Riem. Eines Morgens fährt sie wieder einmal zu ihm in die Stadt, um seine mondäne Wohnung zu putzen und dem Buben endlich mal ein ordentliches Essen aufzutischen – zumal Mona gerade verreist ist. Doch was sie vorfindet, ist eine ihr fremde junge Blondine in Babys Bett. Es kommt zum Streit zwischen der Mutter und Babys Gespielin. Baby ist wie immer unterwegs auf der Suche nach einer Story. Fanny Kessler, die Hauptdarstellerin einer neuen TV-Seifenoper, soll schwanger sein. Baby fährt ins Filmstudio und lässt sich auch von Intrigen am Set und selbst Drohungen des Produzenten Georg Kanter nicht abschrecken, der Sache auf den Grund zu gehen. Der Regieassistent dreht Schimmerlos eine falsche Urinprobe für den Schwangerschaftstest an. Da der Redaktionsschluss naht, kann er das Ergebnis des Tests jedoch ohnehin nicht abwarten. Als ihn dann ein anonymer Anrufer bedroht, entschließt er sich, die Nachricht über die Schwangerschaft ohne Beweis in die Zeitung zu bringen (Fanny schwanger, Kanter sauer, Millionenfilm geplatzt). Bei einem sommerlichen Abendempfang unter der Schirmherrschaft des Ministerpräsidenten an der Bavaria am selben Abend kommt es zum Showdown zwischen Baby, dem erbosten Produzenten und Mona, die mittlerweile von Babys Seitensprung erfahren hat. Sowohl Kanter, der sich durch Babys Schlagzeile ruiniert sieht, als auch die eifersüchtige Mona planen, Baby vor Ort umzubringen, und haben Waffen eingeschmuggelt. Der Anschlag des Produzenten wird vom zufällig dazukommenden Ministerpräsidenten verhindert. Kurz darauf erhält Baby die Nachricht vom Tod seiner Mutter. Sie hatte bei der Live-Übertragung des Empfanges ihren Sohn entdeckt und beim verzweifelten Versuch, ihren Videorekorder in Gang zu bringen, vor Aufregung einen Herzinfarkt erlitten. Mona bringt es nun nicht mehr übers Herz, ihr Vorhaben auszuführen, und tröstet den weinenden Baby.
- Mama Schimmerlos – Erni Singerl
- Fanny Kessler – Christine Schuberth
- Filmproduzent Kanter – Hanno Pöschl
- Regisseur – Rolf Olsen
- Ministerpräsident – Georg Marischka

### 3. Das Volk sieht nichts
Baby glaubt, er habe den ganz großen Coup gelandet. Sein alter Bekannter Hubert Dürkheimer, Honorarkonsul einer Bananenrepublik, will am Starnberger See einen noblen Country Club bauen. Das passende Seegrundstück mit der baufälligen Villa des berühmten „Kunstmalers und Vertreters der voralpenländischen Schule“ Wilfried Schildkraut gehört der örtlichen Gemeinde St. Peter am See, deren Bürgermeister aber partout nicht an einen Spekulanten wie Dürkheimer verkaufen will. Baby soll als Strohmann aushelfen und, mit dem Geld des Konsuls ausgestattet, als Käufer auftreten. Der mit rund 39 Millionen DM hoch verschuldete Dürkheimer versucht, hierfür einen Kredit seiner Bank über 3,5 Millionen einzufädeln. Doch Baby hat eigene Pläne. Er will den Konsul übers Ohr hauen und die Villa nach dem Kauf selbst behalten. Gleichzeitig hintertreibt der ehrgeizige Landtagsabgeordnete Joseph Gaishofer im Namen der Gemeinnützigen Gesellschaft Volkswohl und Öffentliches Interesse die Pläne von Baby und Dürkheimer. Er sorgt dafür, dass der Kredit platzt, und treibt Dürkheimer damit in den Ruin und in den Selbstmord. Baby, der den Kaufvertrag für die Villa bereits unterschrieben hat, muss nun schleunigst wieder verkaufen, um ohne Dürkheimer und dessen Geld nicht von den Zinsen erdrückt zu werden. Die Villa wird schließlich von Gaishofers gemeinnütziger Stiftung erworben und zu deren Hauptsitz ausgebaut.
- Konsul Dürkheimer – Boy Gobert
- Butler – Kurt Raab
- Landtagsabgeordneter – Hanns Zischler
- Bürgermeister – Willy Harlander
- Pfarrer – Karl Obermayr
- Notar – Toni Berger

### 4. Adieu Claire
In München ist zur Abwechslung mal nichts los. Nur Edda und Mona haben sich nach einer bizarren neuen Modetorheit, dem sogenannten Marines look, gekleidet und raspelkurz frisieren lassen. Aber für Baby ist weit und breit keine Story zu finden. Er verzweifelt fast daran, seine Dreiviertelseite mit Klatsch zu füllen, da erwischt ihn auch noch ein Polizist beim Zeitungsklau zu Recherchezwecken.
Als sich alles gegen Baby zu wenden scheint, kommt zum Glück doch noch eine vielversprechende Geschichte auf. Der mittellose jüdische Komponist Friedrich Danziger hat nicht mehr lange zu leben, wie ihm sein Freund und Arzt, Dr. Krakauer, eröffnet. Die berühmte Chansonsängerin Claire Maetzig, die Frau, die er seit 50 Jahren liebt und die sich nach dem Nationalsozialismus geschworen hat, nie wieder einen Fuß auf deutschen Boden zu setzen, lebt seitdem in Paris. Schließlich finden Baby und Herbie heraus, dass man den alten Danziger in der Teeküche von Krakauers Privatklinik untergebracht hat. Herbie macht einige grausige Fotos des Todkranken. Frau von Unruh ist dagegen, das als Skandalgeschichte herauszubringen. Schließlich hat sie die Idee zu einer Geschichte: Baby soll nach Paris reisen, um „die alte Schrulle“ mit dem Foto vom Sterbebett doch noch zu einem letzten Besuch bei ihrem alten Freund in Deutschland zu bewegen. So macht er sich mit Herbie und Mona nach Paris auf. Mit drei falschen Adressen ausgestattet, können sie die Maetzig allerdings nicht finden. Dr. Krakauer und Claire gelingt es, die Verfolger auszutricksen. Sie fährt mit ihrer Haushälterin im Nachtzug nach München und wird von Krakauer in Pasing abgeholt. Während die Haushälterin, mit Sonnenbrille und Kopftuch als Double von Claire Maetzig verkleidet, die journalistischen Schnüffler in die Irre führt, besucht diese heimlich Friedrich Danziger im Krankenhaus, organisiert seine Verlegung in eine Klinik in der Schweiz und verlässt noch in derselben Nacht mit ihm zusammen die Stadt. Der erhoffte Scoop endet für Baby und Herbie deshalb nur in einem Umtrunk mit dem Polizeipräsidenten.
- Dr. Krakauer – Richard Münch
- Claire Maetzig – Marianne Hoppe
- Friedrich Danziger – Curt Bois
- Polizeipräsident – Hans Korte
- Verkäufer – Udo Kier
- Kellner im Aubergine – Dirk Bach
- Butzi – Charles Regnier

### 5. Königliche Hoheit
Die Königin des fernen Inselstaates Mandalia wird zu einem Besuch in München erwartet. Die ganze Stadt fiebert ihrer Ankunft entgegen, zumal Königin Kathi eine gebürtige Münchnerin ist, die ihre Kindheit und Jugend in kleinen Verhältnissen im Stadtteil Hasenbergl verbracht hat.
Herbie und Baby wittern die perfekte Story und recherchieren schon vor ihrem Eintreffen die amouröse Vergangenheit der prominenten Besucherin. Die ehemalige Friseurin scheint in jungen Jahren nichts ausgelassen zu haben. Bei einer Vorbesichtigung der königlichen Suite im Hotel Bayerischer Hof gelingt es Herbie und Baby durch Bestechung des Personals, sich in ein Nebenzimmer einzunisten. Sie hoffen, spektakuläre Fotos durchs Schlüsselloch der Verbindungstür machen zu können. Wider Erwarten erleben sie aber mit, wie die Königin in ihrer Suite den berühmt-berüchtigten Schweizer Waffenhändler Hugo Raeber empfängt. Der eigentliche Grund ihres Besuches in München ist offensichtlich die Beschaffung von Kriegsgerät für die Niederschlagung der mandalischen Freiheitsbewegung. Auf Zureden von Mona wird Baby moralisch und bringt diesen Vorfall ohne Wissen der Redaktion und von Frau von Unruh in die Zeitung. Die Schlagzeile Königin Kathi plant Völkermord platzt wie eine Bombe in die festlich gestimmte Stadt und sorgt für einen Eklat. Der Ministerpräsident ist entsetzt. Aufgebrachte Fans der Königin bedrohen Baby und demolieren sein Auto. Der Empfang für die Königin wird abgebrochen; die High Society wendet sich empört von Frau von Unruh ab. Königin Kathi reist überstürzt ab. Baby und Mona fliehen vor dem Trubel und vor dem Zorn von Frau von Unruh in eine einsame Almhütte. Weil Babys Enthüllungsbericht der Zeitung aber unerwartet hohe Verkaufszahlen beschert, ist die Verlegerin am Ende milde gestimmt und verzeiht Baby die Eskapade.
- Königin Kathi – Michaela May
- Waffenhändler Raeber – Paul Hubschmid
- Col. Montgomery – Thomas Tipton
- Ministerpräsident – Georg Marischka
- Staatssekretär Clausthaler – Walter Schmidinger
- Friseur – Diether Krebs

### 6. Karriere
Baby ist vom Alltagstrott gelangweilt, seine Kolumnen sind uninspiriert und werden immer dünner. Sehr zum Missfallen von Frau von Unruh vernachlässigt er seine Pflichten für die Suche nach der ganz großen Story. Er trifft den alten Medien-Agenten Gregory Wiener, der ihm nahelegt, sich neu zu orientieren und sein Blatt zu verlassen. Zusammen mit Herbie spioniert Baby dann dem milliardenschweren Tycoon Banz hinterher. Das Ziel: die „geheimen Perversionen des reichsten Mannes der Republik“ aufzudecken. Es wird kolportiert, dass der medienscheue Kaufhausmagnat in der Abgeschiedenheit der Bergwelt einen Lebensstil wie einst König Ludwig II. pflegt. Baby und Herbie legen sich auf die Lauer, um Banz bei einer seiner nächtlichen Schlittenfahrten abzupassen. Wegen Dunkelheit sind zunächst aber keine verwertbaren Aufnahmen möglich. Mona amüsiert sich zeitgleich auf einem Empfang und verzaubert die Gäste mit ihrem Gesang. Schon als Kind träumte sie von einer Karriere als Sängerin. Animiert durch ihre Freundin Peggy, eine Musikproduzentin, nimmt Mona ein Demo-Tape auf, muss zunächst aber ihren eigenen Stil finden. Baby ist wenig begeistert, weil sie so ihre häuslichen Pflichten vernachlässigt. Frau von Unruh macht sich derweil auf die Suche nach einem Nachfolger für Baby. Unbeirrt jagt dieser mit Herbie seiner Story hinterher. Die Geduld der beiden wird schließlich belohnt: Ein beleuchteter Pferdeschlitten mit Banz, verkleidet als König Ludwig, und einer weiteren, wie sich herausstellt männlichen, an ihn geschmiegten Person, fährt an ihnen vorbei. Baby wittert eine Sensation (Dialog zwischen ihm und Herbie: „Der Banz bi…Bi der Banz“ – „oder schwul“ – „oder beides“). In der Nacht kommt es zwischen Mona und Baby zu einer Auseinandersetzung, bei der sie sein fehlendes Interesse an ihr beklagt und ankündigt, nun Karriere machen zu wollen. Am nächsten Morgen steht Baby vor der Entscheidung, seine Story weiterzuverfolgen oder Mona nachzujagen, die sich aufmacht, als Sängerin aufzutreten. Er entscheidet sich für Letzteres und findet Mona in aufreizender Weise Chansons singend in einem Lokal in Schwabing vor. Er äußert seine Skepsis und will Mona sogar das Singen verbieten. Daraufhin trennen sich die beiden. Frau von Unruhs Geduld ist derweil am Ende, sodass sie Baby in Abwesenheit kündigt. Bei dem Versuch, sich auf ein Kostümfest auf Banz’ Schloss einzuschleichen, werden Baby und Herbie gestellt. Der Privatsekretär von Banz macht ihnen ein verlockendes Angebot: eine halbe Million Mark in bar für ihr Schweigen und das Ende ihrer Recherchen. Nach einem kurzen Disput zwischen Baby, der es ablehnt, sich kaufen zu lassen, und Herbie, der den Empfang des Geldes schließlich quittiert und es mitnimmt, verlassen die beiden das Schloss. Baby ist vom Ausgang dieser Geschichte ebenso wenig begeistert wie von der Tatsache, dass Monas Konterfei die Plakatwände der Stadt ziert. In der Nacht beobachtet er Mona bei ihrem ersten, vom Publikum bejubelten Auftritt. 
- Verleger Gregory Wiener – Fritz Muliar
- Sammy Drechsel – sich selbst
- Musiker Hans – Konstantin Wecker
- Biker – Wolfgang Fierek

## Hintergrund

### Produktion

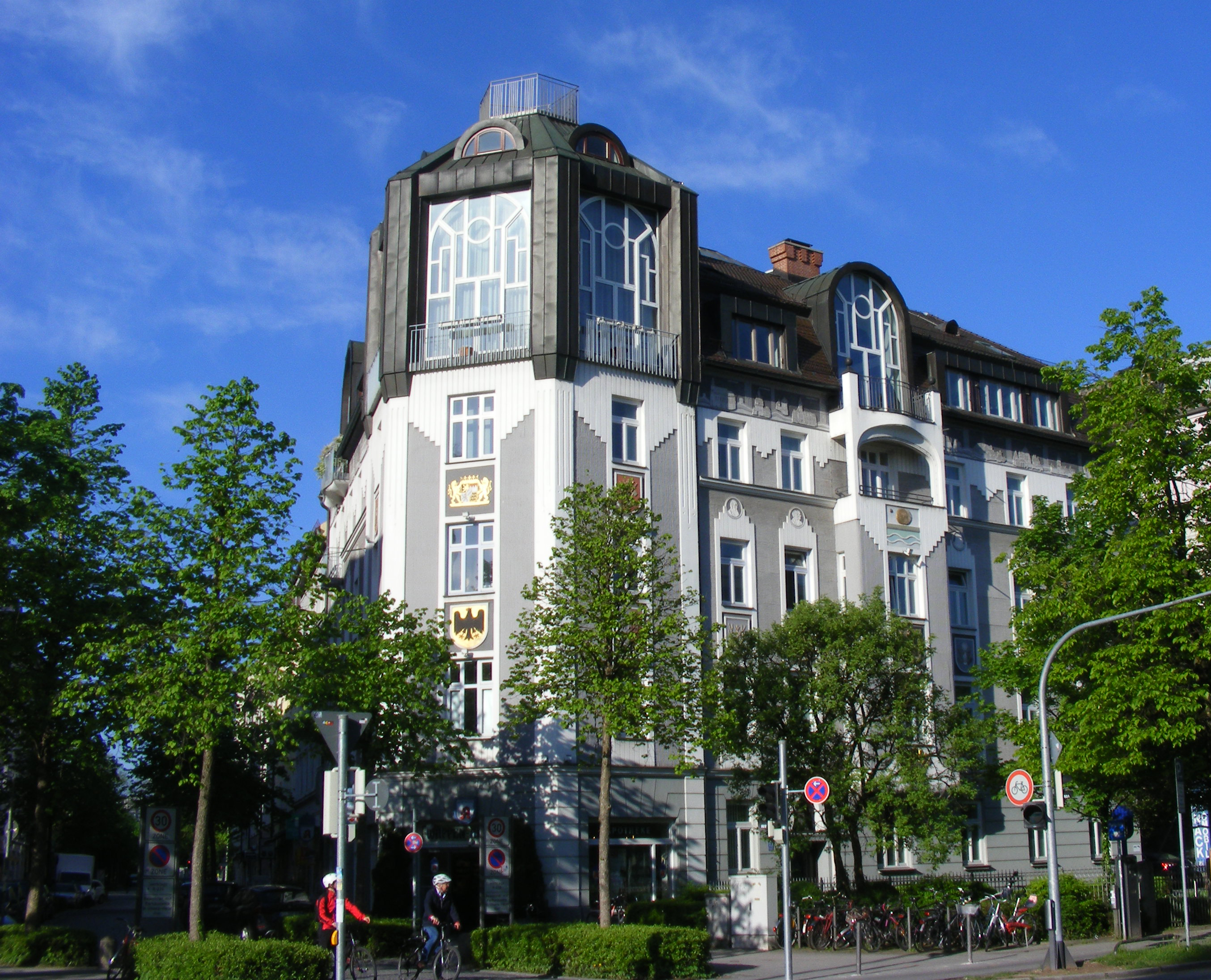
Drehort für die Wohnung von Baby Schimmerlos: das sogenannte Wappenhaus an der Nymphenburger Straße in München

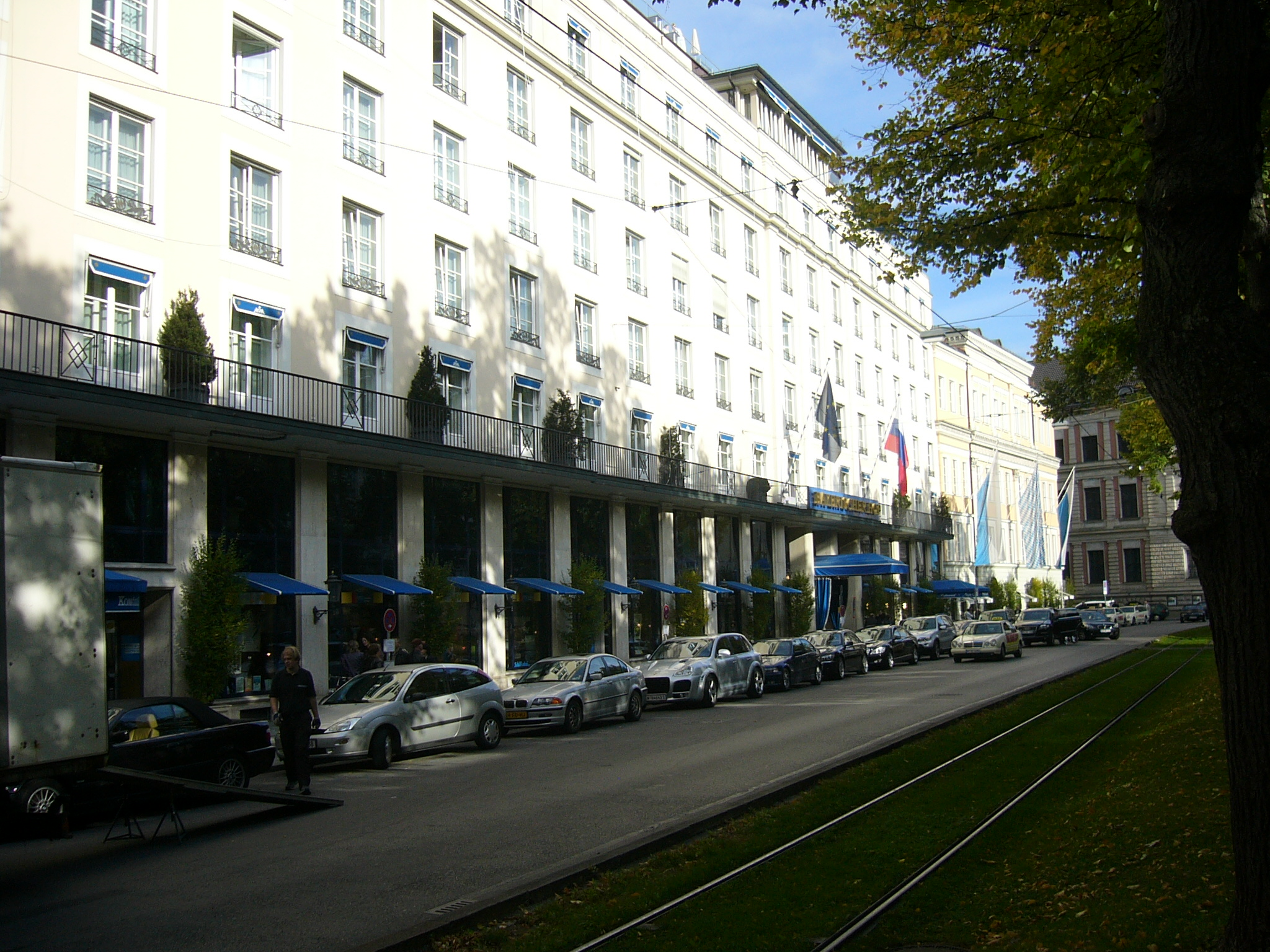
Das Hotel Bayerischer Hof kommt in drei Folgen der Serie vor

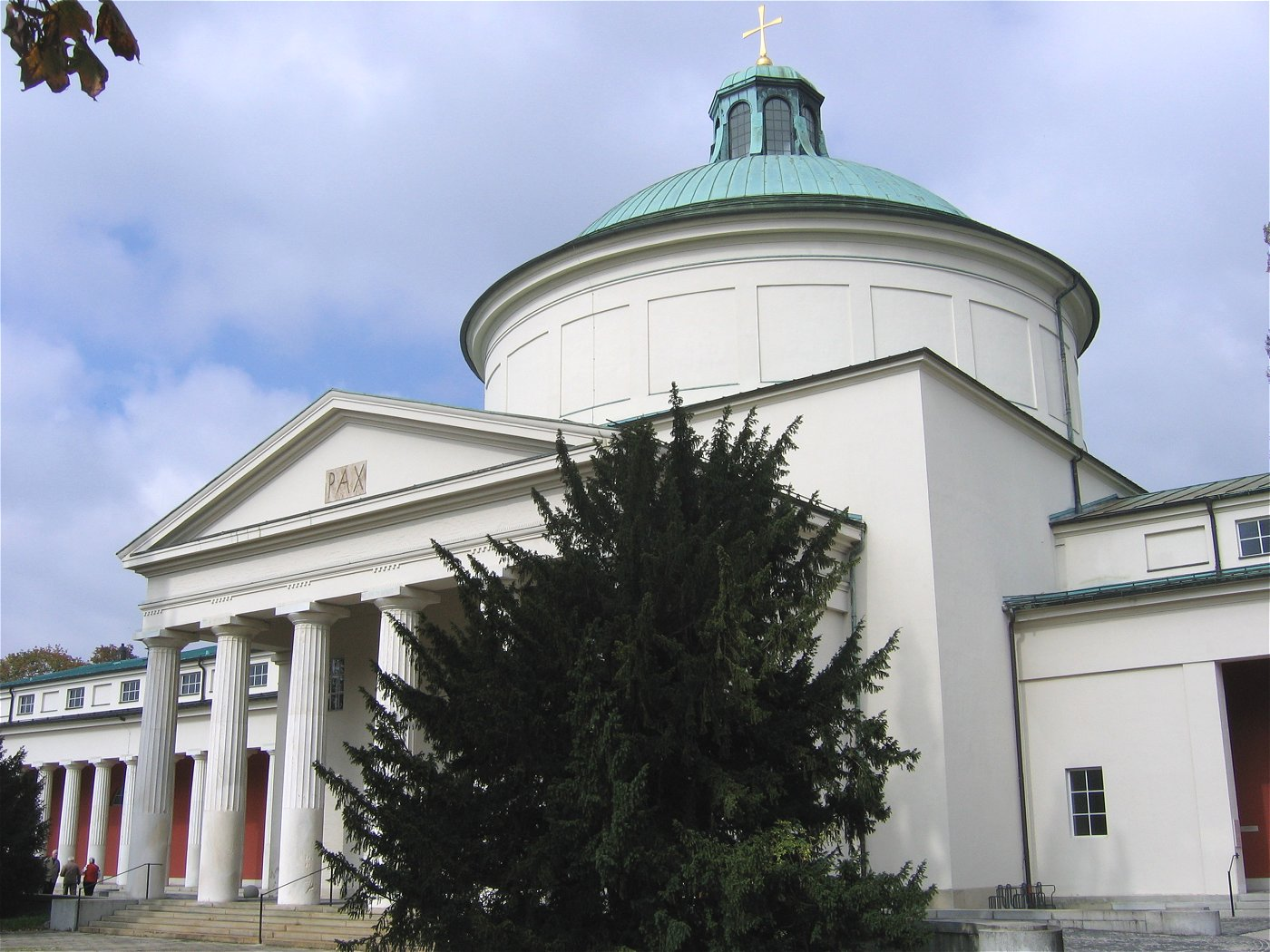
Die Aussegnungshalle des Ostfriedhofs wurde zum Edelrestaurant Villa Medici (1. Folge)

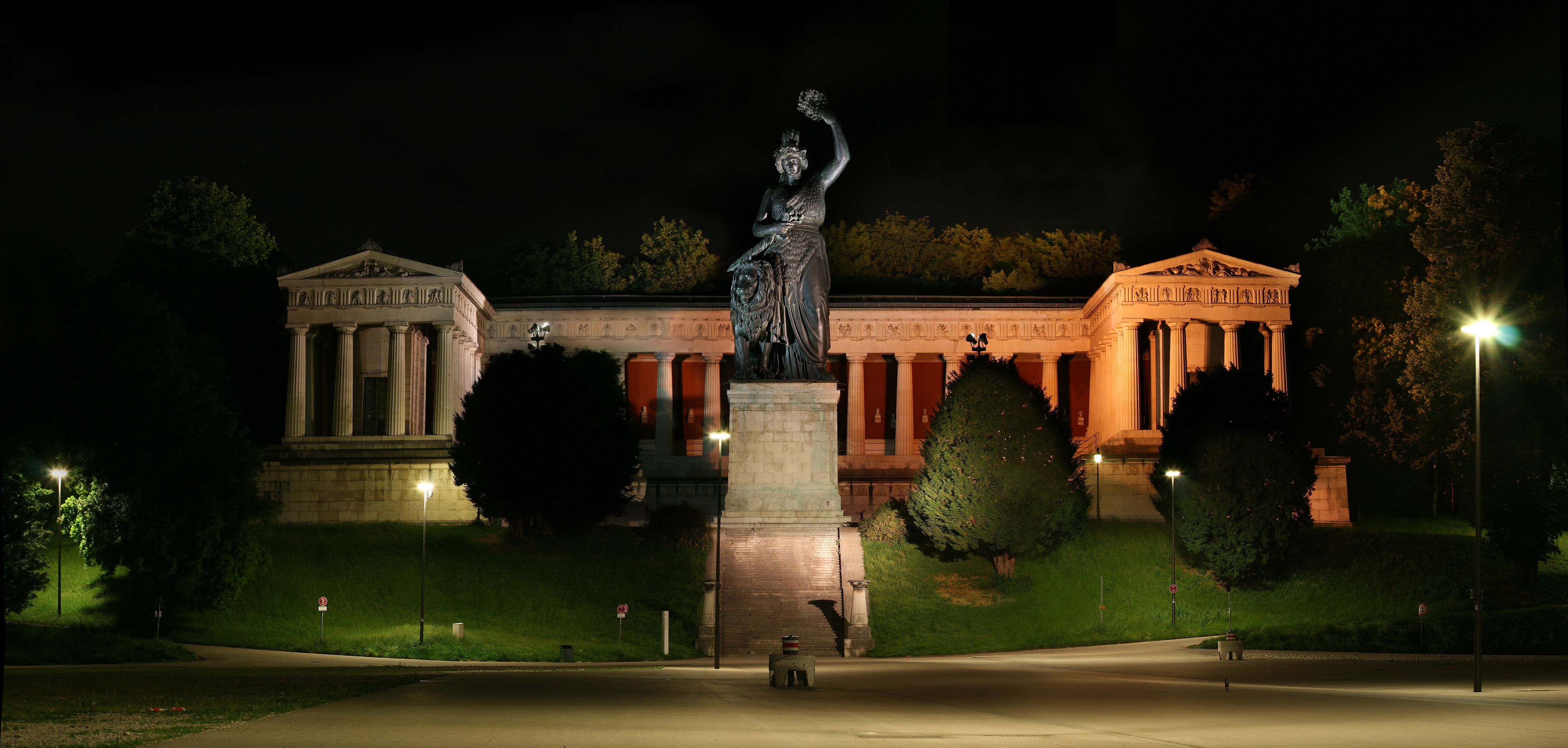
Die Bavaria war Schauplatz des Abendempfanges in der 2. Folge

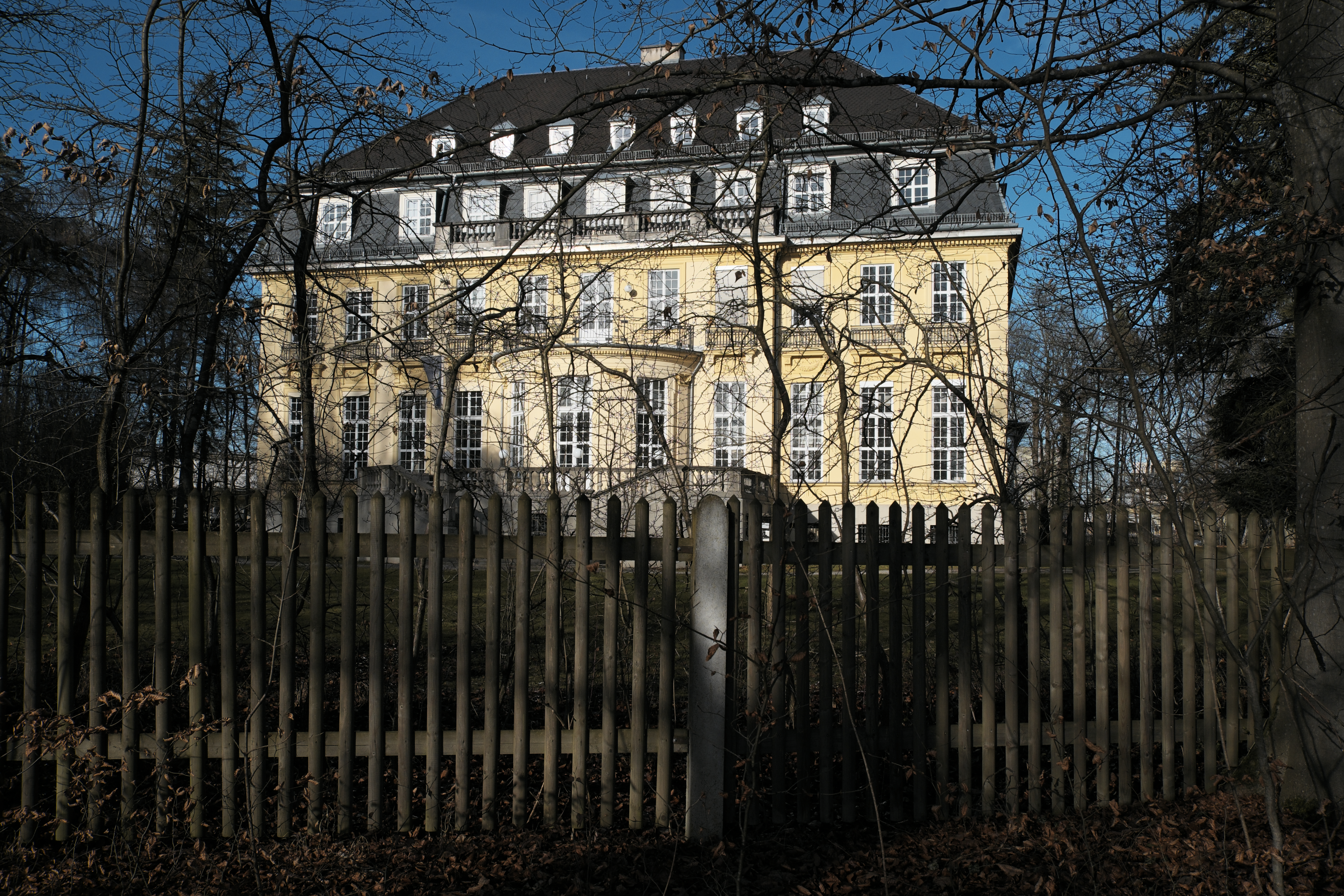
Die Villa Bellemaison in Pullach stand im Mittelpunkt der 3. Folge

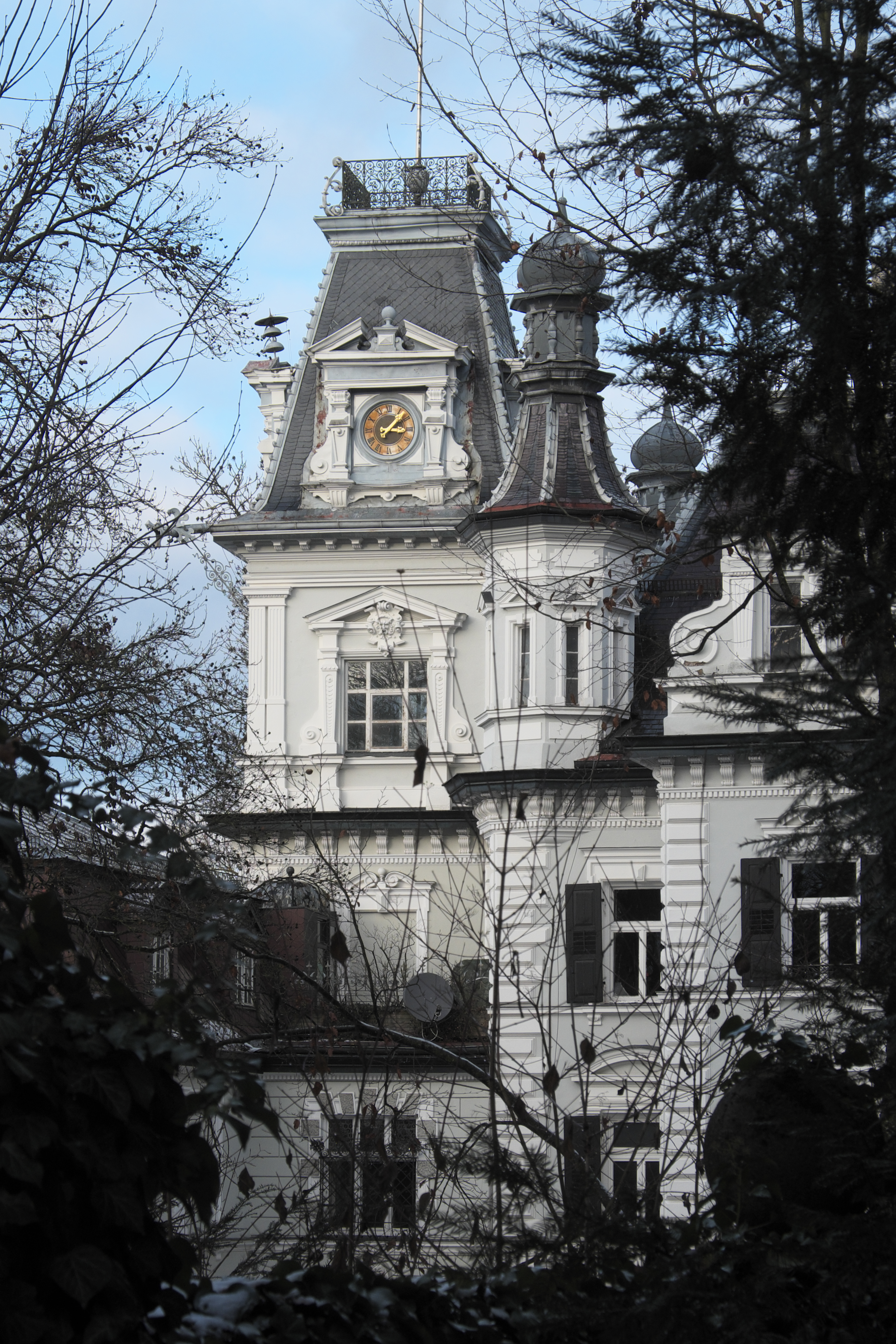
Schloss Au in der Hallertau stellte Konsul Dürkheimers Residenz dar (3. Folge)

Autor der Serie ist der Regisseur Dietl in Kooperation mit Patrick Süskind (Folgen 1, 2, 5, 6) und Kurt Raab (Folge Adieu Claire). Produziert wurde die Serie von Balance Film, München, im Auftrag des WDR.
Ursprünglich war Muttertag als erste Folge vorgesehen, doch dann wurde die Serie mit Wer reinkommt, ist drin gestartet, weil dort die Bedeutung der Kolumne und der Stellenwert von Schimmerlos in der Münchner Gesellschaft klarer wird. Auch das Getränk (Kir Royal) zieht sich durch die Folge.

### Drehorte
Die Serie wurde überwiegend in München gedreht. Die Wohnung von Baby Schimmerlos war im sogenannten Wappenhaus an der Nymphenburger/Maillingerstraße angesiedelt. Mehrere Szenen spielen im Hotel Bayerischer Hof. Die Aussegnungshalle des Ostfriedhofes wurde zum Edelrestaurant Villa Medici, eine Gaststätte in der Schulstraße/Ecke Wilderich-Lang-Straße in Neuhausen zum Champs Elysées. Im ehemaligen Restaurant Aubergine am Maximiliansplatz dinierte Schimmerlos mit dem Polizeipräsidenten. Die Glyptothek war Schauplatz des (geplatzten) Empfanges für die Königin von Mandalien. Der Ministerpräsident residierte im Prinz-Carl-Palais und war Schirmherr des sommerlichen Abendempfanges unter den Füßen der Bavaria. Die Villa des fiktiven Kunstmalers Schildkraut aus der dritten Folge steht in Wirklichkeit nicht am Ufer des Starnberger Sees, es handelte sich um die damals sanierungsbedürftige Villa Bellemaison am Hochufer der Isar in Pullach; Konsul Dürkheimers Residenz befand sich im Schloss Au in der Hallertau. Die Königin von Mandalien landete auf dem Fliegerhorst Fürstenfeldbruck. Monas Auftritt als Sängerin fand in der Münchner Lach- und Schießgesellschaft statt.

### Darsteller
Der für die Rolle des Baby Schimmerlos ursprünglich besetzte Nikolaus Paryla wurde kurz nach Drehbeginn durch Kroetz ersetzt.
In Gastrollen treten etliche deutsche und österreichische Schauspiel- und Szene-Stars auf.
| Darsteller             | Rolle                                                  | Folge/-n |
| ---------------------- | ------------------------------------------------------ | -------- |
| Mario Adorf            | Generaldirektor Heinrich Haffenloher                   | 1        |
| Rudolf Wessely         | Sedlacek, Portier im Bayerischen Hof                   | 1; 4; 5  |
| Harald Leipnitz        | Puppi, Betreiber des Champs Elysées                    | 1        |
| Peter Kern             | Paula, Koch im Champs Elysées                          | 1        |
| Corinna Drews          | Lisa                                                   | 1        |
| Martin Wimbush         | Dr. Carl Friedmann, Prominentenzahnarzt                | 1        |
| Edgar Selge            | Oberkellner im Villa Medici                            | 1        |
| Heinz Werner Kraehkamp | Wolfi, Barkeeper im Bayerischen Hof                    | 1        |
| Peter Berling          | Gast im Villa Medici                                   | 1        |
| Elma Karlowa           | Putzfrau                                               | 1        |
| Erni Singerl           | Frau Schimmerlos, Babys Mutter                         | 2        |
| Georg Marischka        | Bayerischer Ministerpräsident                          | 2; 3; 5  |
| Fritz Muliar           | Medienmogul Gregori Wiener                             | 2; 6     |
| Christine Schuberth    | Fanny Kessler, Hauptdarstellerin der Serie Düsseldorf  | 2        |
| Rolf Olsen             | Regisseur der Serie Düsseldorf                         | 2        |
| Hanno Pöschl           | Produzent Georg Kanter                                 | 2        |
| Fritz Müller-Scherz    | Regieassistent                                         | 2        |
| Carola Regnier         | TV-Reporterin                                          | 2        |
| Renate Langer          | Bea, Affäre von Baby                                   | 2        |
| Burkhard Driest        | Schläger                                               | 2        |
| Boy Gobert             | Konsul Hubert Dürckheimer                              | 3        |
| Kurt Raab              | Michel, Butler von Konsul Dürckheimer                  | 3        |
| Hanns Zischler         | Landtagsabgeordneter Dr. Josef Gaishofer               | 3        |
| Karl Obermayr          | Pfarrer Pfeiffer aus St. Peter am See                  | 3        |
| Willy Harlander        | Wimmer, Bürgermeister von St. Peter am See             | 3        |
| Toni Berger            | Notar                                                  | 3        |
| Horst Sachtleben       | Banker                                                 | 3        |
| Werner Asam            | Bodyguard                                              | 3        |
| Marianne Hoppe         | Claire Maetzig, Chansonsängerin                        | 4        |
| Curt Bois              | Friedrich Danziger, Komponist                          | 4        |
| Hans Korte             | Polizeipräsident Dr. Adolph                            | 4        |
| Eckart Witzigmann      | Eckart Witzigmann (Cameoauftritt)                      | 4        |
| Charles Regnier        | Couturier Butzi                                        | 4        |
| Dirk Bach              | Kellner im Restaurant Aubergine                        | 4        |
| Richard Münch          | Prof. Dr. Theo Krakauer                                | 4        |
| Käte Jaenicke          | Ordensschwester                                        | 4        |
| Udo Kier               | Holger                                                 | 4        |
| Peter Kuhnert          | Kriminalpolizist                                       | 4        |
| Michaela May           | Kathi Maibock Königin Katherina Patricia von Mandalia  | 5        |
| Paul Hubschmid         | Waffenhändler Hugo Raeber                              | 5        |
| Walter Schmidinger     | Staatssekretär Clausthaler                             | 5        |
| Diether Krebs          | Friseur Hubsi                                          | 5        |
| Thomas Tipton          | Colonel Montgomery aus Mandalia                        | 5        |
| Ortrud Beginnen        | Liane von Alversleben                                  | 5; 6     |
| Klaus Guth             | Gast                                                   | 5; 6     |
| Angelica Domröse       | Peggy Kaufmann, Musikproduzentin und Freundin von Mona | 6        |
| Karl Lieffen           | Toni Schultze                                          | 6        |
| Wolfgang Fierek        | Motorradrocker                                         | 6        |
| Paul Baur              | Vogel, Privatsekretär von Karl-Gustav Banz             | 6        |
| Elia Zimmermann        | Physiotherapeutin                                      | 6        |
| Charles Kálmán         | Nick Teubner                                           | 6        |
| Konstantin Wecker      | Studiomusiker (Cameoauftritt)                          | 6        |
| Sepp Schauer           | Taxifahrer                                             | 6        |
| Sammy Drechsel         | Sammy Drechsel (Cameoauftritt)                         | 6        |

### Rezeption
- Die Serie hatte bei der Kritik großen Erfolg, die Einschaltquoten waren damals jedoch nur mittelmäßig (durchschnittlicher Marktanteil ca. 18 %). Die Produktionskosten waren etwa doppelt so hoch wie die einer normalen Fernsehserie.
- Für Kritik sorgte eine Szene aus der dritten Folge Das Volk sieht nichts: Am Rande einer Fronleichnamsprozession sucht Baby Schimmerlos das vertrauliche Gespräch mit dem Pfarrer (Karl Obermayr) einer kleinen Gemeinde am Starnberger See und steckt diesem im Beichtstuhl einen Umschlag mit Schmiergeld zu. Nach Erstausstrahlung im Oktober 1986 gab es Proteste seitens der katholischen Kirche, die ihren Klerus nicht dem Anschein der Bestechlichkeit ausgesetzt sehen wollte. Helmut Dietl und der für Kir Royal verantwortliche WDR reagierten, die Szene wurde herausgeschnitten.[1] Seither wird die dritte Folge bei Fernsehwiederholungen in geschnittener Fassung gezeigt.[2]
- Für die 4. Folge Adieu Claire erhielt Helmut Dietl 1987 den Adolf-Grimme-Preis mit Gold.
- 1988 erhielten Helmut Dietl und Jörn Klamroth den Adolf-Grimme-Preis mit Gold für die gesamte Serie.
- Billie Zöckler erhielt für ihre Darstellung der Edda Pfaff den Förderpreis für Darstellende Künste der Stadt München.
- Am 6. Dezember 2004 erschien der Sechsteiler als Box-Set mit drei DVDs bei BMG Ariola München.
- Am 25. November 2005 erschien die Serie als Special Box-Set 20 Jahre Kir Royal mit drei DVDs und einer Audio-CD bei Sony Music Entertainment.
- Zwischen dem 21. und 24. März 2008 wurden alle Folgen im ARD-Digitalprogramm EinsFestival, aufwändig restauriert und erstmals in HDTV, ausgestrahlt.
- Am 26. März 2015 erschien die Kir Royal – 30 Jahre Jubiläums-Edition auf Blu-Ray in der HD-remasterten Version, die 2008 auf EinsFestival zu sehen war.

### Anklänge an reale Persönlichkeiten und Orte
Neben der Münchner Abendzeitung, deren Klatschreporter Michael Graeter, deren Gesellschaftsfotografen Franz Hug (Herbie Fried) und der Herausgeberin Anneliese Friedmann weist die Serie zahlreiche weitere Anklänge an reale Personen der Zeit auf.
Der Ministerpräsident steht mit seinem majestätischen Habitus und seiner Rhetorik in engem Bezug zum damals amtierenden Franz Josef Strauß. Der Medienmogul Gregori Wiener erinnert an den Medienmanager Josef von Ferenczy. Dr. Gaishofer und seine Gemeinnützige Gesellschaft Volkswohl und Öffentliches Interesse können als eine Anspielung auf die Hanns-Seidel-Stiftung, ihren damaligen Vorsitzenden Pirkl und die repräsentativen Liegenschaften der Stiftung in Wildbad Kreuth und Kloster Banz verstanden werden. Der Name Gaishofer ist außerdem eine Reverenz an die Gaishoferstraße 47 in München-Laim, wo Helmut Dietl aufgewachsen ist. Vorbild für den Generaldirektor Haffenloher war ein Lackfabrikant aus Klingenberg. Die märchenhafte Geschichte von Katharinas Aufstieg von einer einfachen Bürgerstochter zur Königin von Mandalien erinnert an Soraya Esfandiary Bakhtiary, die Mohammad Reza Pahlavi, den Schah von Persien heiratete und ein großes Ziel der Boulevardpresse wurde, aber auch an Silvia Sommerlath, die bei den Olympischen Spielen 1972 in München Carl Gustav von Schweden kennenlernte und heiratete. Inspiration für die Gestalt des Kaufhausmagnaten Carl Gustav Banz aus Folge 6 waren mit großer Wahrscheinlichkeit Karl und Theo Albrecht, die sich als mit Abstand reichste Deutsche stets erfolgreich der Neugier der Öffentlichkeit und der Boulevardmedien entziehen konnten.
Die Gestalt der Claire Maetzig in der Episode Adieu Claire ist eine Hommage an Marlene Dietrich, die ihren Lebensabend zurückgezogen in Paris verbrachte, ohne nach Deutschland zurückzukehren. Eine in Maetzigs Pariser Wohnung spielende Szene zitiert eine Kamerafahrt aus dem Oscar-nominierten Dokumentarfilm Marlene von Maximilian Schell, die zwei Jahre zuvor in einer der Wohnung von Marlene Dietrich nachempfundenen Studiokulisse gedreht wurde.
Das Restaurant Champs Elysées mit den Protagonisten Puppi und Paula ist eine Anspielung auf das am Viktualienmarkt gelegene In-Lokal Kay’s Bistro mit Kay Wörsching und seinem Freund Achim Neumann; die Villa Medici parodiert das Edelrestaurant Tantris. Eckart Witzigmann spielt sich in einem Cameo-Auftritt in seinem eigenen Restaurant Aubergine selbst.

## Der KinofilmZettlals Ableger (2012)
Im Jahr 2012 versuchte Helmut Dietl mit dem Kinofilm Zettl an den Erfolg von Kir Royal anzuknüpfen und eine Satire über einen Klatschreporter in der Berliner Politik- und Medienszene der Gegenwart zu inszenieren. Zettl stellt einen direkten Bezug zu Kir Royal her; Dieter Hildebrandt spielt wieder den Fotografen Herbie Fried und Senta Berger tritt als Mona Mödlinger auf. In einer Nebenrolle ist Hanns Zischler wieder als der skrupellose Politiker Dr. Gaishofer zu sehen. Franz Xaver Kroetz hatte es dagegen abgelehnt, erneut in seine alte Rolle zu schlüpfen, weshalb Michael Herbig für die Hauptrolle des Max Zettl besetzt wurde. Der Film wurde überwiegend negativ rezensiert und war ein kommerzieller Misserfolg.